# Ambasciata di Russia a Cuba
L'Ambasciata di Russia a Cuba è la sede della rappresentanza diplomatica della Federazione Russa a Cuba.

## Storia
L'edificio, realizzato in stile costruttivista, è opera dell'architetto Aleksandr Rochegov e sorge nel quartiere Miramar dell'Avana. La sua costruzione iniziò nel dicembre 1978 e terminò nel novembre 1987. Il maestoso edificio era pensato per ospitare l'ambasciata dell'Unione Sovietica in un'epoca in cui l'influenza sovietica a Cuba e il suo sostegno alla Rivoluzione di Fidel Castro erano fondamentali. Con la dissoluzione dell'URSS, nel 1991, la neonata Federazione Russa ereditò la rappresentanza diplomatica e l'edificio.

## Galleria d'immagini

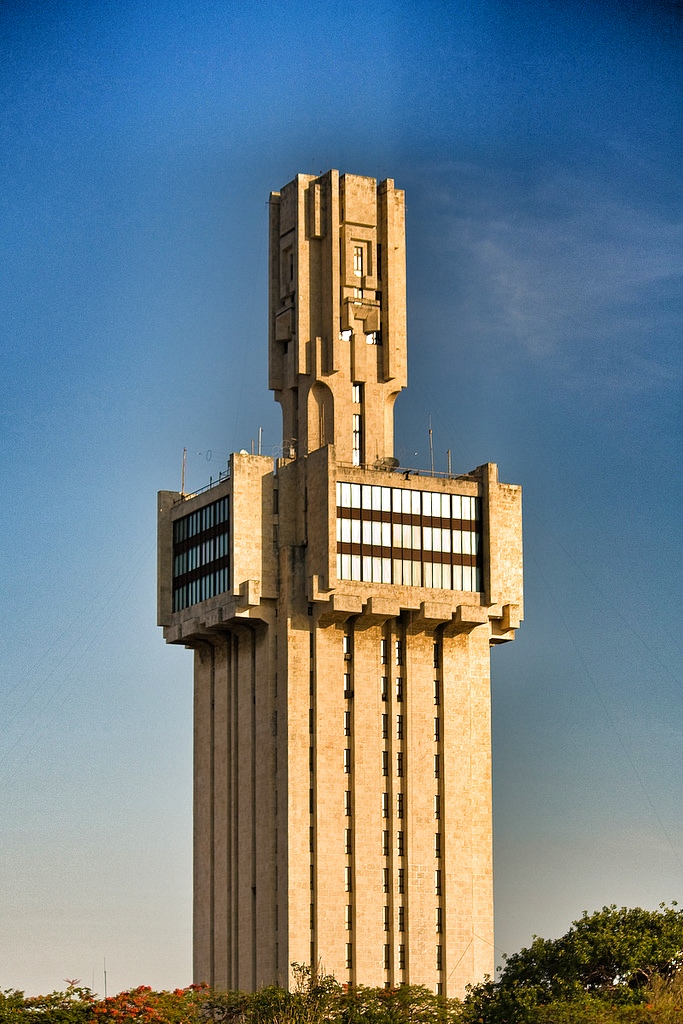
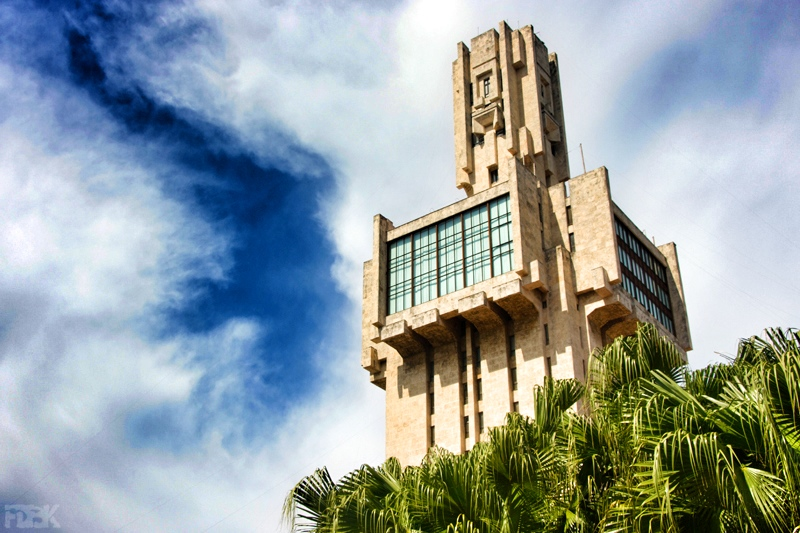
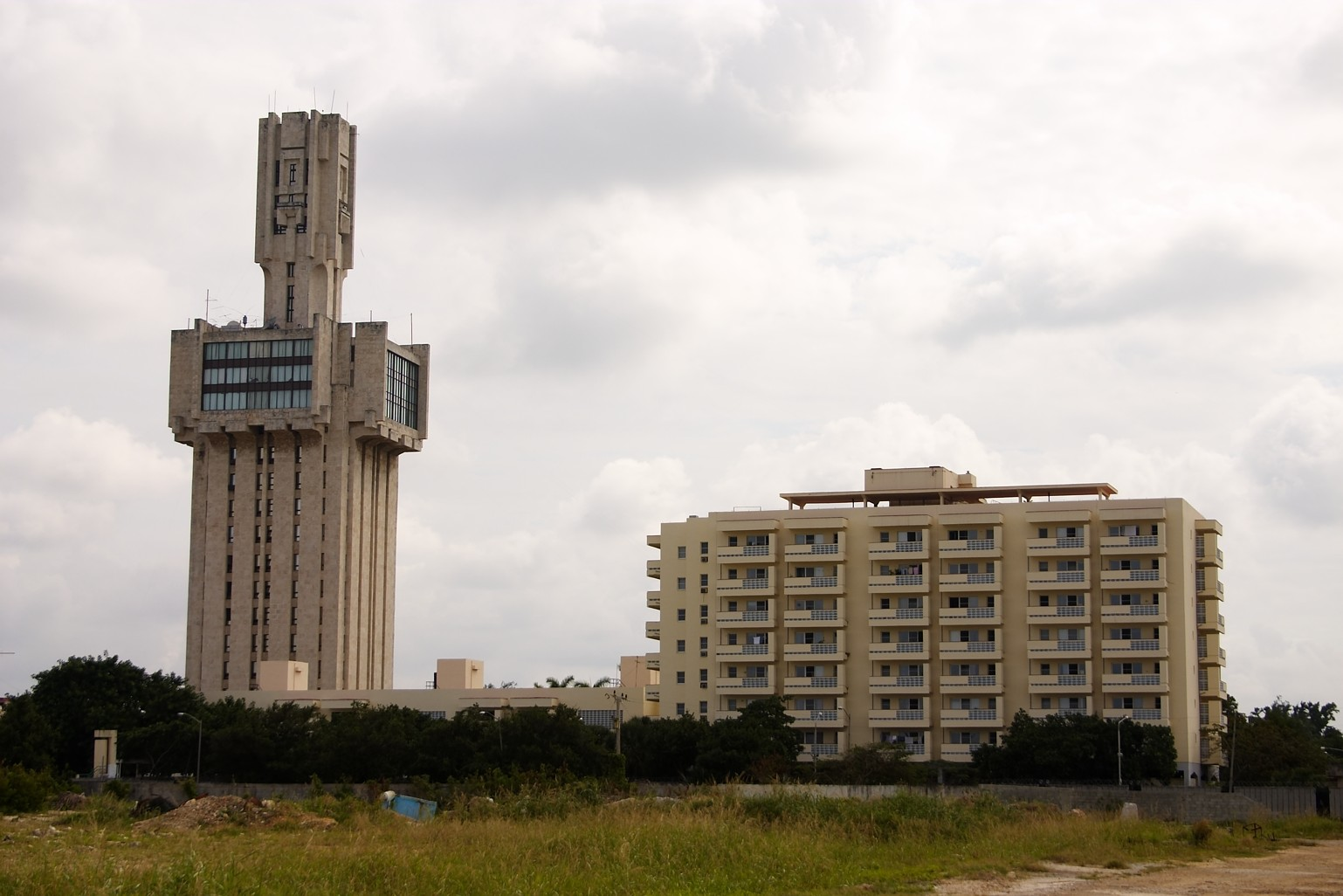